# Sergey Kamenskiy
Sergey Igorevich Kamenskiy (7 de outubro de 1987) é um atirador esportivo russo, medalhista olímpico.

## Carreira

### Rio 2016
Sergey Kamenskiy representou a Rússia nas Olimpíadas de 2016, na qual conquistou a medalha de prata, na Carabina em 3 posições.